# Elymniopsis
Elymniopsis är ett släkte av fjärilar. Elymniopsis ingår i familjen praktfjärilar.
Kladogram enligt Catalogue of Life:
| Elymniopsis | \| \| Elymniopsis angustata \| \| \| \| \| \| Elymniopsis bammakoo \| \| \| \| \| \| Elymniopsis hybrida \| \| \| \| \| \| Elymniopsis intermedia \| \| \| \| \| \| Elymniopsis lise \| \| \| \| \| \| Elymniopsis phegea \| \| \| \| \| \| Elymniopsis ratrayi \| \| \| \| \| \| Elymniopsis ugandae \| \| \| \| |
|             | \| \| Elymniopsis angustata \| \| \| \| \| \| Elymniopsis bammakoo \| \| \| \| \| \| Elymniopsis hybrida \| \| \| \| \| \| Elymniopsis intermedia \| \| \| \| \| \| Elymniopsis lise \| \| \| \| \| \| Elymniopsis phegea \| \| \| \| \| \| Elymniopsis ratrayi \| \| \| \| \| \| Elymniopsis ugandae \| \| \| \| |
|             | Elymniopsis angustata |
|             | |
|             | Elymniopsis bammakoo |
|             | |
|             | Elymniopsis hybrida |
|             | |
|             | Elymniopsis intermedia |
|             | |
|             | Elymniopsis lise |
|             | |
|             | Elymniopsis phegea |
|             | |
|             | Elymniopsis ratrayi |
|             | |
|             | Elymniopsis ugandae |
|             | |

## Bildgalleri

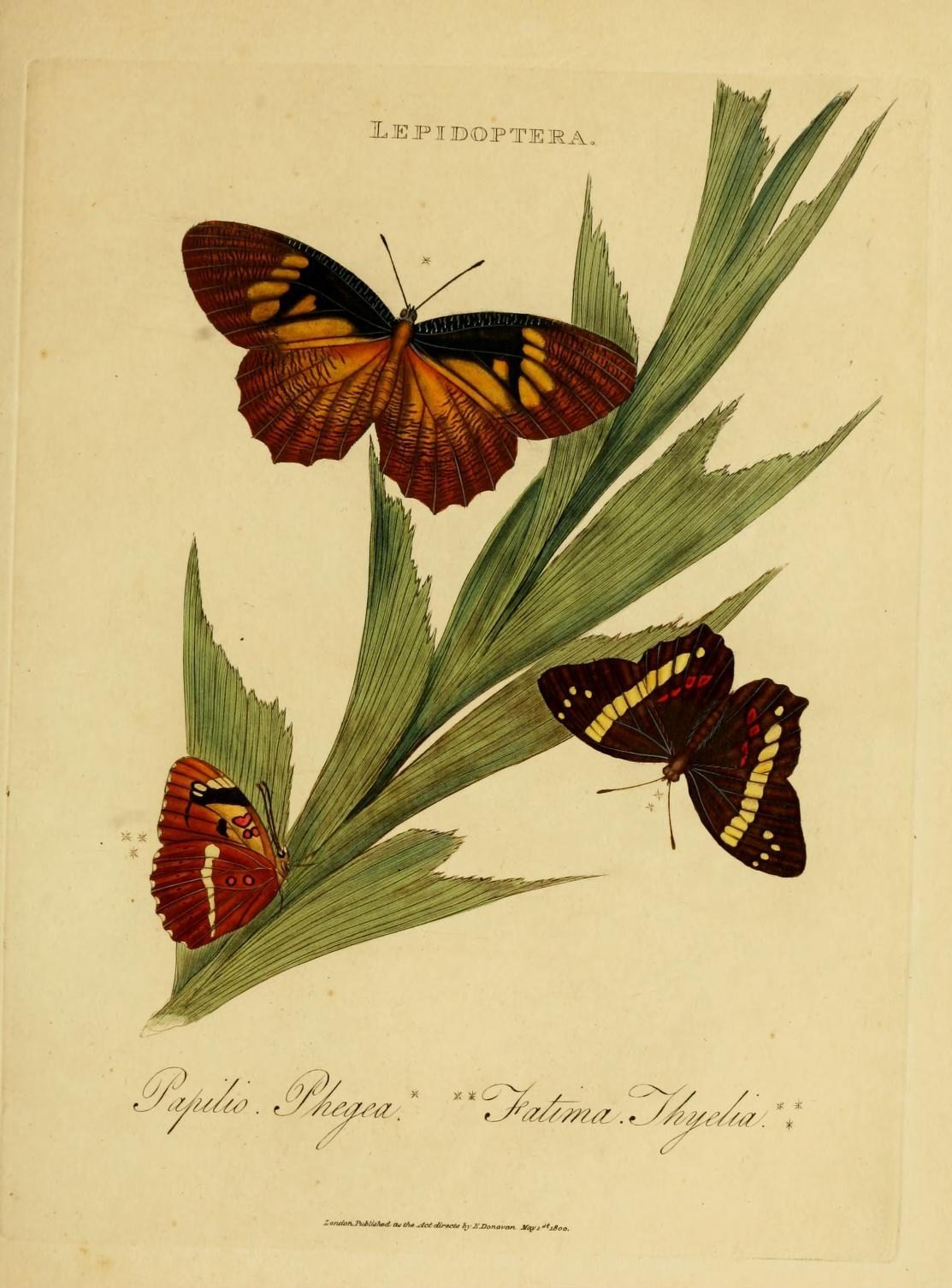